# Максидов, Анатолий Ахмедович
Анато́лий Ахме́дович Макси́дов (28 июня 1944 в местечке Красная Поляна Кировоградской области Украинской ССР — 24 января 2008) — российский историк, писатель, генеалог, родоначальник генеалогической науки Кабардино-Балкарии.

## Биография
Окончил Львовское военно-политическое училище Советской Армии и Военно-Морского Флота. Служил на Тихоокеанском и Балтийском флотах, капитан 2-го ранга запаса (с 1989). Вышел на пенсию с должности начальника Дома Офицеров Флота в городе Палдиски, Эстония.
Кандидат исторических наук (тема диссертации «Исторические и генеалогические связи адыгов с народами Причерноморья», 2001 г.). Генеральный секретарь Российской генеалогической федерации, вице-президент Российской генеалогической федерации, член-корреспондент Адыгской (Черкесской) международной академии наук, заведующий сектором генеалогии и геральдики Кабардино-Балкарского Института гуманитарных исследований. Член Союза журналистов РФ. Действительный член Историко-родословного общества в Москве. Председатель Кабардино-Балкарского историко-родословного общества.

## Монографии
1. Восставшая сотня. Историческая повесть. — Нальчик, 1984
2. Очерки истории театра Тихоокеанского флота, 1983
3. Калибатовы : Фамил. энцикл. / — Нальчик : Эль-Фа : КБИРО, 1998. — 164,[2] с.: 500 экз. — ISBN 5-88195-303-7.
4. Ажаховы / — Нальчик : Эль-Фа, 1999. — 156,[3] с.: — (Фамильная энциклопедия). — 500 экз. — ISBN 5-88195-345-2.
5. Хапцей, Пшичо, Азапшей: Фамил. энцикл. : [Ист.-этногр. материалы] / — Нальчик : Изд. центр «Эль-Фа», 1997. : с. 347 (30 назв.). — 11000 экз. — ISBN 5-88195-260-X.
6. Исторические и генеалогические связи адыгов с народами Причерноморья : Автореф. дис. на соиск. учен. степ. к.ист. н. : Спец. 07.00.02 / [Кабард.-Балк. гос. ун-т им. Х. М. Бербекова]. — Нальчик, 2001. — 99 экз.
7. Родословная кабардинских князей Черкасских 1460—2003 // Генеалогия Северного Кавказа № 7 2003 г.
8. Генеалогия Гатагажевых-Гетигежевых / — Нальчик : Эль-Фа, 2002. — 273, [3] с., Библиогр. в примеч.: — 1000 экз. — ISBN 5-88195-540-4 (В пер.).
9. Адыги и народы Причерноморья / — Нальчик : Эльбрус, 2003. Библиогр. в примеч.: с. 107—117. — 500 экз. — ISBN 5-7680-1923-5.
10. Родословная Жамбеевых / — Нальчик : Эль-Фа, 2004. — 272,[3] с.: Часть текста на кабард. яз. — Библиогр. В подстроч. прим. — 500 экз. — ISBN 5-88195-634-6.
11. Генеалогия Тарчоковых / — Нальчик : Республиканский полиграфкомбинат им. Революции 1905 г. : Эль-Фа, 2006. — 284, [2] с. : 500 экз. — ISBN 5-88195-760-1

## Доклады на научных конференциях
1. I научно-практическая конференция «Генеалогия северокавказских просветителей», Кабардино-Балкарский институт гуманитарных исследований, Нальчик, март 2002 г. \\журнала «Генеалогия Северного Кавказа» № 2, Нальчик, 2002 г.
2. II научно-практическая конференция «Генеалогия северокавказских просветителей», Кабардино-Балкарский институт гуманитарных исследований, Нальчик, сентябрь 2002 г. \\журнала «Генеалогия Северного Кавказа» № 4, Нальчик, 2002 г.[3]
3. Международная конференция по геральдике, Дублин, 2002 г. — доклад Система адыгских знаков и символов.[4]
4. Всероссийская конференция «Дворяне Северного Кавказа в историко-культурном и экономическом развитии региона», Краснодар, декабрь 2002 г. — доклад К вопросу о становлении и развитии адыгской генеалогии.[4]
5. XX Международная научная конференция «Вспомогательные исторические дисциплины — источниковедение — методология истории в системе гуманитарного знания», Российский государственный гуманитарный университет, Москва, 2008 г. — доклад «Ведомость численности кабардинского народа 1825 г.» Я. М. Шарданова как источник по генеалогии кабардинцев первой половины XIX в.[5]
6. VI Всероссийская научная конференция «Проблемы общей и региональной ономастики», Адыгейский государственный университет, Майкоп, 2008 — доклад Черкесская антропонимия Терской слободы первой половины XVII века.[6]

## Публикации в научных журналах
В «Генеалогическом вестнике» за период (2003—2007) : 2007, № 28, стр. 6, 9; № 29, стр. 18, 86; № 30 стр.17, 18; № 31. стр. 19 // 2006, № 27, стр. 21 // 2005, № 22, стр. 5 // 2004, № 17, стр. 5, 6, 11 // 2003, № 13, стр 6; № 14, стр. 11; № 15, стр.5, 9, 12.